# 濱木綿子
浜木綿子（日语：／，1935年10月31日—），前寶塚歌劇團雪組主演娘役，暱稱，在團時主要擔任春日野八千代、明石照子、壽美花代的搭檔。本名香川阿都子（かがわ あつこ），出生於東京市(現東京都)目黑區綠丘，畢業於大阪府豐中市梅花高等學校。已故前夫是歌舞伎演員市川猿翁(第二代)(本名喜熨斗政彥)、獨子是演員香川照之、孫子是歌舞伎演員市川團子(第五代)(本名香川政明)。

## 簡介
- 1935年，進入寶塚歌劇團，40期生，同期生有麻鳥千穂(前花組主演男役)、藤里美保(前月組主演男役)、那智わたる(前星組主演男役)。初次登台表演是月組公演『春の踊り-花の宝塚-(春之舞-花之寶塚)』。[3][4][5][6][7][8]主要在1956年到1960年間擔任雪組主演娘役。1961年4月30日，退出寶塚歌劇團[3]。退團後演出多部舞台劇及電視劇，也參演電影。
- 1965年，和歌舞伎演員第三代市川猿之助(即之後的第二代市川猿翁)結婚，12月底生下獨子香川照之。[9]但兩人於1968年離婚，由浜木負責撫養兒子[10]。
- 1989年，以舞台劇『人生は、ガタゴト列車に乗って…』(人生就像一部沒有軌道的列車)的井上マス角色獲得第十五屆菊田一夫演劇賞的戲劇大獎[11]。另於2013年獲得第三十八屆菊田一夫演劇賞的特別獎。[12][13]
- 1993年憑藉『おふくろシリーズ』(母親系列日劇)獲得第三屆橋田賞。[14]
- 2000年4月20日，獲頒紫綬褒章。[15][16]之後在2014年，獲頒旭日小綬章。[17][18]

## 寶塚歌劇團時期

### 公演及其他外部公演
- 1953年4月1日 寶塚大劇場 月組公演『春の踊り-花の宝塚-(春之舞-花之寶塚)』[3][7]※初次登台表演
- 1956年4月1-29日 寶塚大劇場 花組公演『聯隊の娘(軍中女郎)』飾演:マリー(瑪麗)[4][6][7]
- 1956年5月1-30日 寶塚大劇場 雪組公演『緑のハイデルベルヒ(綠色的海德堡)』飾演:ケテイ(凱蒂)[4][7][19]
- 1956年10月2-30日 寶塚大劇場 雪組公演『ペロー博士の贈物(佩羅博士的禮物)』/『夜霧の女(夜霧中的女人)』飾演:ジソナ(姬索娜)[7]
- 1957年4-5月 第三次夏威夷海外公演[4][5]
- 1957年8月1-30日 寶塚大劇場 雪組公演『即興詩人』飾演:アヌソチヤタ(阿努索蒂雅塔)/『モン・パリ(我的巴黎)』[4][5][7]
- 1957年12月1-25日 專科、花組、月組、雪組、星組聯合公演 梅田コマ(現為梅田藝術劇場) 『花姿宝塚踊り(像花一樣姿態的寶塚舞蹈)』『年忘れ狸御殿(年終聚會的狸御殿)』[20]
- 1958年1月1-29日 寶塚大劇場 月組公演『恋人よ我に帰れ(愛人，回到我身邊吧)』飾演:マリアソヌ(瑪麗安娜)/『寿初春絵巻(新春祝賀繪卷)』[4][6][7]
- 1958年3月1-24日 寶塚大劇場 雪組公演『第六の地球(第六個地球)』飾演:杉田/『白夜に帰る(回到白夜)』[4][7][19]
- 1958年8月2-31日 東京寶塚劇場 月組公演『ブロードウェイ・シンデレラ(百老匯仙杜瑞拉)』/『花の中の子供たち(花叢中的孩子們)』[7]
- 1958年10月1-30日 寶塚大劇場 月組公演『秋の踊り(秋之舞)』/『青い珊瑚礁(藍色珊瑚礁)』飾演:ロオレア(羅蕾雅)[4][6][7][19]
- 1958年12月2-26日 寶塚大劇場 花組、月組、雪組聯合公演『恋文太平記(太平紀情書)』/『カレンダー・ガールス(日曆女郎)』[7]
- 1959年2月1-26日 寶塚大劇場 月組公演『日本美女絵巻(日本美女繪卷)』/『ミュージック・アルバム(音樂專輯)』[7]
- 1959年7-11月 加拿大海外公演[4][5]
- 1960年2月2-24日 東寶藝術座『がめつい奴(見利忘義)』[7]※外部演出
- 1960年3月2-23日 寶塚大劇場 雪組公演『扇』/『燃える氷河(燃燒的冰川)』飾演:シヤルロツタ(夏洛特)[7]
- 1960年5月1-30日 寶塚大劇場 雪組公演『春の踊り(春之舞)』/『三文アムール(現成愛情)』飾演:マリアソヌ(瑪麗安娜)[7][19]
- 1960年6月3日 東寶藝術座『がしんたれ(失敗者)』[7]※外部演出
- 1960年9月2-29日 寶塚大劇場 雪組公演『新・竹取物語』飾演:かぐや(輝夜姬)/『カルメン・カリビア(卡門・加勒比)』飾演:カルメン(卡門)[4][6][7][19]
- 1961年1月21日  寶塚大劇場『宝塚フアソ・コソテスト祭(寶塚粉絲音樂會播出300回紀念公演)』[7]
- 1961年2月3-26日 寶塚大劇場 雪組公演『残雪』飾演:八重/『華麗なる千拍子(華麗的千拍子)』[4][7]＊退團公演

### 電視節目
| 播出日期        | 電視台       | 節目名稱                     | 中文翻譯                 |
| --------------- | ------------ | ---------------------------- | ------------------------ |
| 1956年3月12日   | NHK          | 春を待つ乙女たち             | 等待春天的少女           |
| 1956年5月13日   | NHK          | 青葉のフアソタヅー           |                          |
| 1956年5月22日   | NHK          | 妖精の歌                     | 妖精的歌                 |
| 1956年7月9日    | NHK          | よみかえる心の歌             | 一首值得反覆聆聽的心之歌 |
| 1956年12月26日  | 每日放送     | 宝塚フアソ・コソテスト       | 寶塚粉絲音樂會           |
| 1957年3月22日   | 每日放送     | 宝塚フアソ・コソテスト       | 寶塚粉絲音樂會           |
| 1957年3月29日   | 每日放送     | 宝塚フアソ・コソテスト       | 寶塚粉絲音樂會           |
| 1957年10月13日  | NHK          | 白い雲の男                   | 白雲裡的男人             |
| 1957年12月10日  | 每日放送     | 1957年宝塚主題歌アルバム     | 1957寶塚主題曲專輯       |
| 1958年1月14日   | 每日放送     | メロディ・ゴーラウソド       | 旋律領域                 |
| 1958年2月6日    | 大阪電視放送 | スターとともに               | 和星星一起               |
| 1958年5月8日    | 大阪電視放送 | 白い神                       | 白神                     |
| 1958年5月14日   | NHK          | 青い風の妖精                 | 藍風精靈                 |
| 1958年5月22日   | 大阪電視放送 | 旅行鞄                       | 旅行包                   |
| 1958年7月8日    | 朝日放送     | タベの音樂                   | 傍晚的音樂               |
| 1958年7月15日   | 朝日放送     | タベの音樂                   | 傍晚的音樂               |
| 1958年10月17日  | 每日放送     | 宝塚フアソ・コソテスト       | 寶塚粉絲音樂會           |
| 1958年10月24日  | 每日放送     | 宝塚フアソ・コソテスト       | 寶塚粉絲音樂會           |
| 1958年11月1日   | NHK          | バリの花束                   | 巴黎的花束               |
| 1958年12月5日   | 關西電視台   | 世之介と七人の女             | 世之介與七個女人         |
| 1959年1月6日    | 大阪電視放送 | さるかにゲーム               | 猴子與螃蟹的遊戲         |
| 1959年1月13日   | 大阪電視放送 | 消える姬君                   | 消失的姑娘               |
| 1959年3月1日    | 大阪電視放送 | 二つの椅子                   | 兩把椅子                 |
| 1959年5月17日   | 關西電視台   | ホームー・サソデーブレゼソト | 家・星期天的禮物         |
| 1959年5月31日   | 關西電視台   | 宝塚ミユージツク・サロソ     | 寶塚音樂沙龍             |
| 1959年6月24日   | 關西電視台   | ハロウ・アメリカ             | 哈囉!美國                |
| 1959年12月6日   | 關西電視台   | 宝塚ミユージツク・サロソ     | 寶塚音樂沙龍             |
| 1960年1月1日    | 關西電視台   | 寿初春絵巻                   | 新春祝賀繪卷             |
| 1960年3月11日   | 關西電視台   | 宝塚ミユージツク・サロソ     | 寶塚音樂沙龍             |
| 1960年5月13日   | 關西電視台   | 宝塚ミユージツク・サロソ     | 寶塚音樂沙龍             |
| 1960年5月28日   | NHK          | 陽気な休憩室                 | 歡樂的休息室             |
| 1960年7月17日   | 關西電視台   | 片恋                         | 單戀                     |
| 1960年8月7日    | 關西電視台   | 宝塚ミユージツク・サロソ     | 寶塚音樂沙龍             |
| 1960年8月19日   | 每日放送     | 宝塚フアソ・コソテスト       | 寶塚粉絲音樂會           |
| 1960年9月16日   | 每日放送     | 宝塚フアソ・コソテスト       | 寶塚粉絲音樂會           |
| 1960年10月2日   | 關西電視台   | 宝塚ミユージツク・サロソ     | 寶塚音樂沙龍             |
| 1960年10月2-9日 | 日本電視台   | ゼェランジャ城の幽霊         | 澤蘭雅城堡的幽靈         |
| 1960年10月30日  | 關西電視台   | 宝塚ミユージツク・サロソ     | 寶塚音樂沙龍             |
| 1960年12月25日  | 關西電視台   | 宝塚ミユージツク・サロソ     | 寶塚音樂沙龍             |
| 1960年12月30日  | 關西電視台   | さようなら1960年             | 再見1960                 |
| 1961年2月5日    | 關西電視台   | 宝塚ミユージツク・サロソ     | 寶塚音樂沙龍             |
| 1961年3月19日   | 關西電視台   | 宝塚ミユージツク・サロソ     | 寶塚音樂沙龍             |
| 1961年2月17日   | 每日放送     | 宝塚フアソ・コソテスト       | 寶塚粉絲音樂會           |
| 1961年3月22日   | TBS電視台    | 小さな声で愛してる           | 小聲說愛你               |
| 1961年3月26日   | 關西電視台   | 宝塚ミユージツク・サロソ     | 寶塚音樂沙龍             |
| 1961年4月2日    | 關西電視台   | 宝塚ミユージツク・サロソ     | 寶塚音樂沙龍             |
| 1961年4月9日    | 關西電視台   | 宝塚ミユージツク・サロソ     | 寶塚音樂沙龍             |
| 1961年4月12日   | 關西電視台   | 季節のミユージカル           | 季節的音樂劇             |
| 1961年4月19日   | 關西電視台   | 季節のミユージカル           | 季節的音樂劇             |
| 1961年4月26日   | 關西電視台   | 季節のミユージカル           | 季節的音樂劇             |

## 寶塚歌劇團退團後

### 電影
- 1967年11月11日 『稲妻』(閃電)飾演:光子[24]
- 1967年12月30日 『ゴー！ゴー！若大将』(走吧!走吧!若大將)飾演:京奴[25]
- 1968年1月14日 『社長繁盛記』(社長的繁盛日記)飾演:秋子[26]
- 1968年2月24日 『続・社長繁盛記』(社長的繁盛日記續集)飾演:秋子[27]
- 1969年9月6日 『必殺 博奕打ち』(必殺 賭博) 飾演:阿照[28]
- 1969年9月10日 『華麗なる闘い』(精彩的鬥爭)飾演:本多夫人[29]
- 1970年7月4日 『遊侠列伝』(遊俠列傳)飾演:阿島[30]
- 1971年1月13日 『新座頭市　破れ！唐人剣』(獨臂刀大戰盲劍客)飾演:阿仙[31]
- 1971年2月6日 『喜劇　おめでたい奴』(喜劇 樂天派)飾演:和子[32]
- 1971年5月5日 『女の意地』(女人的意志)飾演:岡部久美[33]
- 1971年9月11日 『西のペテン師・東のサギ師』(西方的騙子 東方的詐欺師)飾演:紘子[34]
- 1972年1月22日 『傷だらけの人生　古い奴でござんす』(傷痕累累的人生 我是個老傢伙了)飾演:おりょう[35]
- 1972年7月30日 『博奕打ち外伝』(賭博外傳)飾演:秀子[36]
- 1972年9月2日  『子連れ狼　死に風に向う乳母車』(帶子狼:向乳母車吹去的死亡之風)飾演:酉蔵[37]
- 1973年2月17日 『まむしの兄弟　刑務所暮し四年半』(蝮蛇兄弟 四年半的監獄生涯)飾演:倉石優子[38]
- 1975年2月1日 『どてらい男』(怪胎)飾演:糸路[39]
- 1975年4月1日 『雪夫人繪圖』飾演:綾子[40]
- 1975年4月26日 『スプーン一杯の幸せ』(幸福的一匙)飾演:梅村千恵[41]
- 1976年10月2日 (喜劇 100 分)飾演:北上信子[42]
- 1977年12月24日 『トラック野郎　男一匹桃次郎』(卡車野郎:男一匹桃次郎)飾演:袴田由紀[43]
- 1979年1月20日 『悪魔が来りて笛を吹く』(惡魔前來吹笛)飾演:敏江[44]
- 1980年4月29日 『五番町夕霧楼』(五號街夕霧樓)飾演:夕霧楼女将かつ枝(夕霧樓老闆娘夏枝)[45]

### 舞台
- 1961年10月-12月、1962年3-5月 藝術座 『放浪記』飾演:日夏京子[46]
- 1962年 『悲しき玩具』(可悲的玩具)飾演:藝妓小奴
- 1962年1月 藝術座 『怪盗鼠小僧』飾演:阿銀[47]
- 1963年 東京寶塚劇場 『ブロードウェイから来た13人の踊り子』(13位來自百老匯的舞者)[48]
- 1963年5月3日-6月16日 藝術座 『見せられない手帖』(不為人知的手冊)[49]
- 1964年2月1-26日 梅田コマ劇場(現為梅田藝術劇場)『コマ・ミュージカル 見上げてごらん夜の星を 万事ＯＫ』(音樂劇 夜晚仰望星空 一切都好)[50]
- 1964年6月6日-8月9日 東京寶塚劇場 『ノー・ストリングス』(一夜情緣)[51]
- 1964年10月-12月 藝術座 『東宝現代劇第19回芸術祭主催公演 墨東綺譚』(東寶現代劇場第19屆藝術節贊助公演 墨東綺譚)[52]
- 1965年2月 歌舞伎座 『寒紅梅』飾演:つる[53]
- 1966年3月 藝術座、10月名鉄ホール(名古屋鐵道劇場) 『女紋』[54]
- 1966年11月3日-1967年4月2日 帝國劇場 『風と共に去りぬ 第1部』(亂世佳人第一部)[55]
- 1967年6月1日-8月31日 帝國劇場 『風と共に去りぬ 第2部《完結篇》』(亂世佳人第二部完結篇)[55]
- 1967年9月6日-10月29日 帝國劇場 『屋根の上のヴァイオリン弾き』(東寶創立35周年特別公演:屋頂上的提琴手)[56]
- 1968年1月 東京寶塚劇場『徳川の夫人たち』(德川的妻子們)[57]
- 1968年1月2日-2月29日 帝國劇場 『風と共に去りぬ  総集篇』(亂世佳人總集篇)[56]
- 1968年3月17日-4月24日 帝國劇場 『帝劇歌舞伎 忠臣蔵』(帝國劇場歌舞伎「忠臣藏」)[56]
- 1968年7-8月 藝術座『売らいでか！ ー亭主売りますー』(賣掉丈夫!我要賣掉我的丈夫)飾演:山内なつ枝(山內夏枝)
- 1968年9月1日-10月27日 帝國劇場 『明治太平記』[56]
- 1968年12月2-27日 帝國劇場 『丼池』[56]
- 1969年2月東京寶塚劇場 『美空ひばり二月特別公演:「愛は哀しく」「艶姿花の道成寺」』(美空雲雀二月特別公演:愛是悲哀的、艶姿花的道成寺)[58]
- 1969年4月4日-5月26日 帝國劇場 『ラ・マンチャの男 ドン・キホーテの物語』(夢幻騎士/武士英魂 唐吉訶德的故事)[56]
- 1969年5月 藝術座 『ちょろい奴』(小人物)
- 1970年 御園座 『細雪』飾演:妙子[59]
- 1970年3月 藝術座『女坂』[60]
- 1970年5月4-31日 帝國劇場 『哀愁』[61]
- 1971年 藝術座  『芸者お山に登る』(藝妓登山)[62]
- 1971年2月 藝術座 『可愛い女』(美女)[63]
- 1972年2月 帝國劇場 『浮かれ式部』(風流的式部)[64]
- 1972年5月6日-6月30日 帝國劇場 『東宝創立40周年記念公演:歌麿』(東寶創立40周年紀念公演:歌麿)[65]
- 1973年 藝術座 『放浪記』[66]
- 1973年 藝術座 『湯葉』[67]
- 1974年 藝術座 『湖の琴』(湖之琴)[68]
- 1975年 藝術座 『かっぽれ　玉千代の人情』(喜劇舞蹈 玉千代的人情)[69]
- 1977年5月 藝術座 『夫婦善哉』[70]
- 1978年9月 東京寶塚劇場 『萬代屋お吟』(萬代屋阿吟)[71]
- 1979年3月、4月 藝術座『寒椿』[72]
- 1979年9月3-30日 帝國劇場 『下関くじら屋』(下關鯨魚料理店)[73]
- 1980年10月2-29日 帝國劇場 『かえる屋 越中富山の万金丹』(青蛙店 越中富山的萬金丹)[74]
- 1981年9月 東京寶塚劇場 『舞台はまわる』(舞台迴轉)[75]
- 1982年 東京寶塚劇場 『京おんな』(京都女子)[76]
- 1982年3月、4月 藝術座、名鉄ホール(名古屋鐵道劇場)『異母姉妹』(異母姊妹)[77]
- 1984年 中日劇場 『京おんな 祇園・島原女のいくさ』(京都女子 祇園・島原女人的戰爭)[78]
- 1984年1月2-29日 帝國劇場『御宿かわせみ』(翠羽御宿)[79]
- 1984年7月4-31日 帝國劇場『花の吉原つき馬屋』(花之吉原月馬屋)[80]
- 1985年9月4-30日 東京寶塚劇場 『胡蝶のお蘭 稲妻の長吉 夢泥棒』(蝴蝶的阿蘭 福澤綿長 盜夢者)[81]
- 1986年6月 新歌舞伎座 『にっぽん女剣劇物語』(日本女子劍術故事)
- 1987年2月 東京寶塚劇場 『雪の梅暦』(雪梅日曆)[82]
- 1987年10月1-28日 新歌舞伎座 『胡蝶のお蘭 稲妻の長吉 夢泥棒』(蝴蝶的阿蘭 福澤綿長 盜夢者)[82]
- 1988年1月31日-2月26日 帝國劇場 『陽暉楼』(陽暉樓)[83]
- 1989年7月、8月、11月、12月 藝術座 『人生は、ガタゴト列車に乗って』(人生就像一部沒有軌道的列車)飾演:井上マス[84][85]
- 1990年12月2-26日 帝國劇場 『雪の華─忠臣蔵いのちの刻─』(雪之華-忠臣藏生命的時刻)[86]
- 1991年10月3日-30日 東京寶塚劇場 『引越し大名』(搬家的藩主)[87]
- 1993年2月3-28日 東京寶塚劇場 『玄丹お加代』 (玄丹加代)[88]
- 1994年2月 東京寶塚劇場 『たそや行燈』(紙燈籠)[89]
- 1995年1月2-28日 東京寶塚劇場 『菊がさね』(重疊的菊)[90]
- 1995年7月4日-8月28日 藝術座 『人生は、ガタゴト列車に乗って』(人生就像一部沒有軌道的列車)[91]
- 1996年2月2-29日 東京寶塚劇場『真室川の女』(真室川的女人)[92]
- 1996年11月2日  帝國劇場 『芝桜』(芝櫻)[93]
- 1997年5月4-31日 東京寶塚劇場 『金時きつね』(金狐狸)[94]
- 1998年2月2-28日 帝國劇場 『ねぶたの女』(睡魔之女)[95]
- 1998年7月 東京寶塚劇場、新歌舞伎座『真室川の女』(真室川的女人)
- 1998年9月1日-10月28日  東京寶塚劇場 『売らいでか！ ー亭主売りますー』(賣掉丈夫!我要賣掉我的丈夫)飾演:山内なつ枝(山內夏枝)
- 1999年1月2日 帝國劇場 『あばれ女将』(包租婆)[96]
- 1999年9月4-29日 帝國劇場 『八木節の女 上州かかあ天下物語』(八木節之女 女人當家)[97]
- 2000年2月 帝國劇場 『人生は、ガタゴト列車に乗って』(人生就像一部沒有軌道的列車)飾演:井上マス[98]
- 2000年9月3-29日 藝術座  『売らいでか！ ー亭主売りますー』(賣掉丈夫!我要賣掉我的丈夫)飾演:山内なつ枝(山內夏枝)[99]
- 2001年2月27日-3月24日 帝國劇場『花のれん』(花暖簾)[100]
- 2001年9月1日-10月28日 藝術座 『極楽町一丁目 -嫁姑千年戦争-』(極樂街一丁目-婆婆和媳婦的千年戰爭)飾演:典子[101]
- 2002年5月4-29日 帝國劇場 『からくりお楽』(兒戲)[102]
- 2002年7月 新歌舞伎座 『極楽町一丁目 -嫁姑千年戦争-』(極樂街一丁目-婆婆和媳婦的千年戰爭)飾演:典子[103]
- 2003年1月2日-2月29日 藝術座 『極楽町一丁目 -嫁姑千年戦争-』(極樂街一丁目-婆婆和媳婦的千年戰爭)飾演:典子[101]
- 2003年6月4-28日 帝國劇場 『口八丁手八丁！』(能言善道、精明能幹)[102]
- 2004年7月1-25日 帝國劇場『喝采―愛のボレロ―』(鼓掌!愛的波麗露)飾演:立花麗子[104]
- 2005年 博多座 『売らいでか！ ー亭主売りますー』(賣掉丈夫!我要賣掉我的丈夫)飾演:山内なつ枝(山內夏枝)
- 2005年12月2-24日 帝國劇場『大吉夢家族 恋はいつでもサンバのリズムで!』(大吉夢家族 伴隨著森巴舞節奏的家族愛)[104]
- 2006年10月2-25日 帝國劇場『ご存知!夢芝居一座―大笑い!さくら&まこと劇団 奮闘記―』(你知道的!夢的劇團 哈哈大笑吧 櫻和誠劇團奮鬥紀)[104]
- 2007年1月2-27日 名鉄ホール(名古屋鐵道劇場)『肝っ玉姐さん奮闘記』(大膽小姐奮鬥記)[105]
- 2007年7月3-26日 博多座 『極楽町一丁目 -嫁姑地獄篇-』(極樂街一丁目-婆婆和媳婦的千年戰爭)飾演:典子[106]
- 2007年10月1-25日 梅田藝術劇場『売らいでか！ ー亭主売りますー』(賣掉丈夫!我要賣掉我的丈夫)飾演:山内なつ枝(山內夏枝)
- 2008年5月9-25日 東京芸術劇場プレイハウス(東京藝術劇場playhouse) 『玉つき屋の千代さん〜女ハスラー繁盛記〜』(撞球館的千代-女詐欺師大展身手)[107]
- 2010年1月5-27日 博多座 『女将の花道』(老闆娘的花道)[108]
- 2011年1月7-10日 シアター1010(1010劇場)、1月26-27日 北國新聞赤羽ホール(北國新聞赤羽表演廳)、2月3日 かめありリリオホール(葛飾區龜有文化表演廳)、4月13日 神戸文化ホール(神戶文化表演廳)、4月15日 越前市文化センター(越前市文化中心)『売らいでか！ ー亭主売りますー』、4月23-28日千葉、5月5日 富山縣民會館、5月7-15日中日劇場(賣掉丈夫!我要賣掉我的丈夫)飾演:山内なつ枝(山內夏枝)[109][110][111][112]
- 2013年3月28日-4月7日 シアター1010(1010劇場)、4月10-11日 北國新聞赤羽ホール(北國新聞赤羽表演廳)、4月13日 横浜関内ホール(關內音樂廳)、4月16日 電力ホール(電力表演廳)、4月19日 呉信用金庫ホール(吳市文化表演廳)、4月20-21日中日劇場、4月23日 山梨県立県民文化ホール(山梨縣立縣民文化表演廳)、4月26日 越前市文化センター(越前市文化中心)、4月28-30日 新歌舞伎座、5月3日クロスランドおやべ メインホール(Crossland Oyabe表演廳)、5月5日富山縣民會館、5月8日 まつもと市民芸術館(松本市民藝術館)、5月10日 高知県立県民文化ホール(高知縣立縣民文化廳)、5月14日アルファあなぶきホール(香川縣民表演廳)、5月16日 徳島市立文化センター(德島市立文化中心)、6月19日 小山市立文化センター(小山市立文化中心)『浜木綿子 芸能生活60周年記念 人生は、ガタゴト列車に乗って』(浜木綿子出道60周年紀念公演:人生就像一部沒有軌道的列車)飾演:井上マス[113]
- 2014年10月4-6日 シアター1010(1010劇場)、10月13、18日 中日劇場『売らいでか！ ー亭主売りますー』(賣掉丈夫!我要賣掉我的丈夫)飾演:山内なつ枝(山內夏枝)[114][115]
- 2016年6月3-5日  シアター1010(1010劇場)、6月9日 北國新聞赤羽ホール(北國新聞赤羽表演廳)、6月11日富山縣民會館、6月14日新瀉縣民會館、6月16日 磐城藝術文化交流館Alios、6月18日多賀城市民會館、6月20日長野市藝術館、6月23-29日 中日劇場、7月3日日南市南郷ハートフルセンター(日南市南鄉愛心中心)、7月4日鹿屋市文化會館、7月7日長崎ブリックホール(長崎磚雕表演廳)、7月11日高知縣立縣民文化廳、7月13日香川縣縣民表演廳、7月14日鳴門市文化會館、7月16日吳市文化廳『極楽町一丁目 -嫁姑千年戦争-』(極樂街一丁目-婆婆和媳婦的千年戰爭)飾演:典子 [116]
- 2016年7月2-26日 歌舞伎座 『七月花形歌舞伎』[117]
- 2017年7月5-16日 博多座、7月19-20日 北國新聞赤羽ホール(北國新聞赤羽表演廳)、7月23日秋田市文化會館、7月25日電力ホール(電力表演廳)、7月27日岩手文化會館、8月8-10日 シアター1010(1010劇場)『売らいでか！ ー亭主売りますー』(賣掉丈夫!我要賣掉我的丈夫)飾演:山内なつ枝(山內夏枝)[118][119][120][121]

### 電視劇
- 朝日電視台 『冬の椿』(冬天的茶花)
- 1962年1月7日 朝日電視台『鶯の宿』(鶯宿)[122]
- 1962年4月7日-5月26日 朝日電視台『今日を限りの』(今天是最後一天)[123]
- 1962年9月17日 日本電視台 『夫婦百景第228回:じゃじゃ馬女房』(夫婦百景第228集:我的悍妻)飾演:恭子[124]
- 1963年1月7日 日本電視台 『夫婦百景第244回:ひとり娘』(夫妻百景第244集:獨生女)[125]
- 1963年2月4-11日 日本電視台『夫婦百景第248回、第249回:独身夫婦 前編・後編』(夫婦百景248集、第249集:單身夫妻上集、下集)[126]
- 1963年2月27日 富士電視台 『嫁ぐ日まで第4回:声なき誓い』(直到結婚的那天第4集:無聲的誓言)飾演:弓子[127]
- 1963年4月3日 富士電視台『嫁ぐ日まで第9回:美しい目』(直到結婚的那天第9集:美麗的眼睛)[128]
- 1963年4月30日 富士電視台 『男ありて』(我的男人)[129]
- 1963年6月17日 日本電視台『夫婦百景第267回:闖入者』[130]
- 1963年8月5日-1964年1月27日 富士電視台『おとこ大学』(男子大學)[131]
- 1963年8月12日 富士電視台 『嫁ぐ日まで第28回:すっぽん』(直到結婚的那天第28集:鱉』[132]
- 1963年12月31日 富士電視台 『波と風の流れ』(海浪和風的去向)[133]
- 1964年1月25日 日本電視台 『虹を掴む娘たち』(捧著彩虹的女人們)[134]
- 1964年2月9日 TBS電視台 『女優シリーズ　みだれ』(女演員系列 混亂)[135]
- 1964年5月27日 富士電視台 『霧笛』[136]
- 1964年9月4日 富士電視台 『司葉子アワー　招かれた人』(司葉子時間 被邀請的人)[137]
- 1964年9月21日 日本電視台 『夫婦百景第333回:あべこべ夫婦』(夫妻百景第333集:顛倒夫婦)[138]
- 1965年1月3日-12月26日 NHK 『太閤記』飾演:おふく(阿福)[139]
- 1966年4月27日-7月27日 日本電視台 『新・新三等重役』(新新第三董事)[140]
- 1966年5月16日-7月18日 朝日電視台 『憂愁平野』[141]
- 1967年12月4日 朝日電視台 『みんな世のため第10回:今夜はワタシ明日はボク』(為了這個世界第10集:今晚有我，明日有我)[142]
- 1967年12月26日 關西電視台 『将監さまの細道』(將監大人的小徑)[143]
- 1968年1月21日 TBS電視台 『泣いてたまるか第70回:まごころさん』(我不會哭的第70集:真誠)[144]
- 1968年5月5日 TBS電視台 『女中ッ子』(紅顏)[145]
- 1968年8月21日 TBS電視台 『しまった！第13回:子供の教育を女にまかせるな』(完了!第13集:不要讓女人來教孩子)[146]
- 1968年10月2日-1969年3月26日 日本電視台 『ざっくばらん』(心直口快)[147]
- 1969年5月12日-7月14日 日本電視台 『炎の青春』(燃燒的青春)[148]
- 1969年7月2日-9月24日 讀賣電視台 『売らいでか！』(出售丈夫!)[149]
- 1969年8月24日 CBC電台 『夫婦のプレゼント』(夫妻的禮物)[150]
- 1969年11月11日 朝日電視台 『鬼平犯科帳第6回:本所・桜屋敷』(鬼平犯科帳第6集:本所的櫻花宅邸)飾演:おふさ(阿房)[151]
- 1969年10月17日-1970年10月2日 NHK 『鞍馬天狗』飾演:阿艷[152]
- 1970年1月3日-9月26日 關西電視台 『大坂城の女』(大阪城的女人)飾演:亞彌[153]
- 1970年1月4日-10月11日 TBS電視台 『女房タブー集』(妻子禁忌大全)飾演:勇的姐姐[154]
- 1970年1月29日 朝日電視台 『夫よ男よ強くなれ第18回:あなたに賭けたわ!!』(男人們堅強起來吧第18集:我賭你贏)[155]
- 1970年2月14日-3月28日 每日放送 『テキは幾万ありとても』(無奇不有)[156]
- 1970年7月20日-8月24日 日本電視台 『乱れ雲』(亂雲)[157]
- 1970年9月26日-1971年5月1日 富士電視台 『柳生十兵衛』[158]
- 1970年10月6日-1971年1月26日 富士電視台 『芝櫻』[159]
- 1970年12月6日 TBS電視台 『恋愛術入門第8回:明日も休診』(戀愛入門第8集:明天休診)[160]
- 1971年2月16日 富士電視台 『旗本退屈男第20回:山椒小僧』(厭倦的旗本第20集:山椒小僧)飾演:山椒小僧新之介[161]
- 1971年3月8日-4月26日 朝日電視台 『女身』[162]
- 1971年5月19日 富士電視台 『銭形平次第263回:影を踏む女』(銭形平次第263集:踩著陰影的女人)飾演:お駒(阿駒)[163]
- 1971年6月26日 朝日電視台 『人形佐七捕物帳第12話:鶴の千番』(人偶佐七捕物帳第12集:試了一千次的鶴)飾演:お蔦(阿蔦)[164]
- 1971年10月6日-1972年3月29日 朝日電視台 『半七捕物帳』[165]
- 1972年1月18日 富士電視台 『おらんだ左近事件帖第15話:その夜の男』(荷蘭左近案卷第15集:那一晚的男人)飾演:千代香[166]
- 1972年4月2日-10月15日 日本電視台 『鉄道100年　大いなる旅路』(鐵道100年 偉大的旅程)[167]
- 1973年2月1日 富士電視台 『隼人が来る第17話:子連れ街道』(隼人來了第17話:帶著孩子一起)飾演:おゆう[168]
- 1972年10月13日-1973年9月28日 NHK 『赤ひげ』(紅鬍子)飾演:おせん[169]
- 1973年4月1日-9月30日 日本電視台 『子連れ狼』(帶子狼)[170]
- 1973年4月2日-6月11日 富士電視台 『陽はまた昇る』(太陽會再次升起)飾演:堀雪江[171]
- 1973年4月5日-6月28日 朝日放送電視台 『嫁チャンポン』(新娘的什錦麵)飾演:悅子[172]
- 1973年4月11日  朝日電視台  『長谷川伸シリーズ第29話:蝙蝠安』(長谷川伸系列第29話:蝙蝠安)[173]
- 1973年5月21日-7月23日 朝日電視台 『北国の女の物語』(北方女人的故事)[174]
- 1973年10月4日-1974年9月26日 富士電視台『ぶらり信兵衛 道場破り』(漫不經心的信兵衛 打倒道場)飾演:こふね(小風音)[175]
- 1973年10月7日-1974年3月31日 日本電視台 『唖侍鬼一法眼』(啞巴獵人鬼一法眼)飾演:阿嵐[176]
- 1973年12月2-9日 TBS電視台 『雪の華 常磐津林中より』(來自常磐津林中的雪花)飾演:みよじ'[177]
- 1974年2月26日 朝日電視台 『荒野の素浪人第2シリーズ第9話:流浪の女』(荒野的素浪人第2季第9話:流浪的女人)[178]
- 1974年2月20日 朝日電視台 『ぽん太夫人』[179]
- 1974年4月6日-9月28日 朝日電視台 『めしはまだか！』(還沒吃東西呢)[180]
- 1974年11月28日 富士電視台 『座頭市物語第9話:二人座頭市』(座頭市物語第9話:二人座頭市)[181]
- 1974年10月3日-1975年4月3日  富士電視台 『編笠十兵衛』飾演:美苗[182]
- 1974年10月15日 日本電視台 『伝七捕物帳第43話:江戸錦 夫婦の花道』(傳七捕物帳帳第43話:江戶錦 夫妻的花道)飾演:雪路[183]
- 1974年11月26日 『破れ傘刀舟悪人狩り第9話:遊女の挽歌』(斬殺惡人的破傘先生叶刀舟第9集:妓女的輓歌)飾演:おしの[184]
- 1974年12月6日-1975年5月30日  TBS電視台 『あたしのものよ』(這是我的)[185]
- 1974年12月19日-1975年3月27日 TBS電視台 『木下恵介・人間の歌シリーズ17:三人姉妹』(木下惠介人間之歌系列17:三姊妹)[186]
- 1975年4月5日-1975年9月27日 日本電視台 『ほおずきの唄』(掛金燈之歌)飾演:ぼたん(牡丹)[187]
- 1975年4月5日-1975年10月11日 每日放送『影同心』[188]
- 1975年5月4日 TBS電視台 『五月の子』(五月的孩子)[189]
- 1975年5月8日-9月25日 讀賣電視台 『野わけ』[190]
- 1975年8月18日-10月6日 朝日電視台 『夢二慕情』[191]
- 1975年10月18日-1976年3月27日 每日放送『影同心2』飾演:香月尼[192]
- 1975年12月14日 TBS電視台『あしあと』(足跡)[193]
- 1976年4月4日-1976年9月26日日本電視台 『子連れ狼第三部第3話:来ない明日へ』(帶子狼第三部第3話:為了永遠不會到來的明天)[194]
- 1976年4月30日-9月17日 朝日電視台 『ベルサイユのトラック姐ちゃん』(凡爾賽卡車小姐)飾演:花村夕子[195]
- 1976年5月2日 TBS電視台 『母のあしおと』(媽媽的腳步聲)[196]
- 1976年10月2日-1977年3月12日 富士電視台 『鯛めしの唄』(鯛魚茶泡飯之歌)飾演:菊地ミツ子[197]
- 1976年10月14日-1977年1月6日 讀賣電視台 『青い華火』(青色華火)[198]
- 1976年12月12-19日 TBS電視台 『家族　前編　後編』(家族上集、下集)[199]
- 1977年1月16日 TBS電視台 『母の顔』(媽媽的臉)[200]
- 1977年3月13日 日本電視台 『桃太郎侍第23話:涙でうたう子守唄』(桃太郎武士第23話:含淚唱著搖籃曲)飾演:駒吉[201]
- 1977年4月4日 富士電視台 『新座頭市第26話:鴉カァーとないて市が来た』(新座頭市物語第26話:伴隨烏鴉叫聲的城市)飾演:おぬい(阿縫)[202]
- 1977年5月9日-10月31日 日本電視台 『たんぽぽ』(蒲公英)[203]
- 1977年5月22日 TBS電視台 『わかれ道』(別離的路)[204]
- 1977年7月30日-8月20日 每日放送 『横溝正史シリーズI:獄門島』(橫溝正史系列1:獄門島)飾演:御志保[205]
- 1977年9月12日-12月26日 朝日電視台 『天の花と実』(天堂般的花朵和果實)[206]
- 1977年10月7日  NHK 『夫婦善哉』[207]
- 1978年1月3日-3月28日 關西電視台 『炎の家－愛は二度生まれる－』(燃燒的家-再一次愛上)[208]
- 1978年3月5日 TBS電視台 『美香は十六歳』(美香十六歲)[209]
- 1978年3月23日  TBS電視台 『家族第20回:恋と家族と』(家族第20集:愛與家庭)[210]
- 1978年4月3日-5月29日 東京電視台 『愛のドラマシリーズ7:いずこより』(愛情系列7:在哪裡)[211]
- 1978年9月16日 朝日電視台『吉宗評判記　暴れん坊將軍第31話:御狩場から消えた女』(吉宗評判記暴坊將軍第31集:在御狩場失蹤的女人)飾演:お駒(阿駒)[212]
- 1978年10月1日 日本電視台 『桃太郎侍第103回:呑んべえ芸者騒動記』(桃太郎武士第103集:藝妓酒醉騷動記)飾演:春千代[213]
- 1978年10月14日-28日 每日放送 『横溝正史シリーズII・迷路荘の惨劇』(橫溝正史系列2:迷路莊的慘劇)飾演:篠崎倭文子[214]
- 1978年11月1日-1979年1月17日 富士電視台 『下町のおんな　風子』(下町的女人 風子)飾演:榮子[215]
- 1978年12月3日 TBS電視台 『この夫婦』(這對夫妻)[216]
- 1979年1月10日-1979年6月27日  NHK『日本巖窟王』(改編基督山恩仇記)飾演:お夕(阿夕)[217][218]
- 1979年2月24日 朝日電視台 『冬の怪奇サスペンス　魔性の仮面　満月殺人事件』(冬天的奇怪懸疑系列 古怪的面具 滿月殺人事件)[219]
- 1979年4月1日 日本電視台 『桃太郎侍第128回:琉球を食う鬼退治』(桃太郎武士第128集:誅滅侵蝕琉球的惡魔)飾演:おゆう(阿悠)[220]
- 1979年4月3日-9月25日 朝日電視台 『半七捕物帳』飾演:文字房[221]
- 1979年4月6日-1980年3月21日 日本電視台 『欽ちゃんドラマ・OH!階段家族!!』(階段家族)飾演:悠子[222][223]
- 1979年7月8日 TBS電視台 『かあさんの鈴』(媽媽的鈴)飾演:直子[224]
- 1979年8月4日-9月29日 每日放送 『白昼の死角』(白晝的死角)飾演:綾香[225]
- 1979年9月28日-1980年3月21日 日本電視台 『とり舵いっぱーい！』(各種的舵)飾演:浜本悠子[226]
- 1979年12月9日 TBS電視台 『女たちの忠臣蔵』(女人們的忠臣藏)飾演:おけい(阿京)[227]
- 1980年2月11日 TBS電視台 『水戸黄門第10部26話:日本晴れ!! 水戸街道』(水戸黄門第10部26話:晴空萬里!水戶接到)飾演:北川志津[228]
- 1980年4月20日 TBS電視台 『朝の台所』(早晨的廚房)[229]
- 1980年7月13日 北海道放送 『おふくろの青春』(媽媽的青春)[230]
- 1980年7月19日 朝日電視台 『松本清張の駆ける男』(松本清張:奔跑的男人)飾演:村川英子[231]
- 1980年8月1日-1981年4月17日 日本電視台 『欽ちゃんの「ちゃーんと考えてみてネ！！」』(阿欽的「好好想一想吧!」)[232]
- 1980年12月28日 TBS電視台 『朝の台所』(早晨的廚房2)[233]
- 1981年6月19日 富士電視台 『夫婦は夫婦』(夫唱婦隨)[234]
- 1981年6月25日 讀賣電視台 『松本清張の強き蟻』(松本清張:強蟻)飾演:澤田伊佐子[235]
- 1981年6月28日 TBS電視台  『朝の台所』(早晨的廚房3)[236]
- 1981年7月10日 富士電視台 『隠密くずれ　悪い奴から強請りとれ！』(看不見的失序 敲詐壞人!)[237]
- 1981年10月23日 富士電視台 『狐のくれた赤ん坊』(狐狸給了我一個孩子)[238]
- 1981年12月20日 TBS電視台 『パパのシャンデリア』(爸爸的水晶吊燈)[239]
- 1981年12月24日  讀賣電視台 『嫁・姑・女のたたかい』(妻子、婆婆，女人的戰爭)[240]
- 1982年1月7日-2月25日  每日放送 『愛の別れ道』(愛的別離)飾演:小宮夏子[241]
- 1982年4月15日 朝日電視台 『夏樹靜子の不安な階段』(夏樹靜子:焦慮的階梯)飾演:芳村杏子[242]
- 1982年5月28日 富士電視台 『女優シリーズ　妻たちは……』(女演員系列:妻子們....)[243]
- 1982年6月21日 朝日電視台 『代理母』(代理孕母)[244]
- 1982年6月27日 TBS電視台 『しゃぼん玉の愛』(愛的泡沫)[245]
- 1982年9月9日 讀賣電視台 『愛と憎しみの旅路』(愛恨交織的旅程)[246]
- 1982年10月21日 讀賣電視台 『嫁と姑の終りなき争い』(妻子和丈母娘之間永遠的戰爭)[247]
- 1982年12月23日 讀賣電視台 『死刑囚・その妻と子は』(死刑犯的妻子和孩子)[248]
- 1983年1月5日-2月25日 TBS電視台 『母も娘も』(母親和女兒)飾演:吉見克代[249]
- 1983年1月13日 讀賣電視台 『姑・姑・女のたたかい』(婆婆和丈母娘，女人之間的戰爭)飾演:治子[250]
- 1983年4月14日 讀賣電視台 『愛と憎しみの絆』(愛與恨的羈絆)飾演:牧子[251]
- 1983年6月12日 TBS電視台 『二人づれの道』(兩個人的道路)[252]
- 1983年8月18日 讀賣電視台 『嫁と姑　おんなの立場』(妻子和婆婆:女人的立場)[253]
- 1983年9月22日 讀賣電視台 『愛と殺意の十字路』(愛與殺意的十字路口)[254]
- 1983年10月13日 讀賣電視台 『嫁、姑、小姑』(妻子、婆婆、小姑)[255]
- 1983年10月18日 日本電視台 『偽りの未亡人』(假寡婦)飾演:桂春代[256]
- 1983年11月3日 讀賣電視台 『女たちの大坂城』(女人們的大阪城)飾演:北政所[257]
- 1983年12月24日 TBS電視台 『年一回の訪問者　殺しを見た女』(一年來一次的客人 目睹殺人的女人)飾演:板倉辰子[258]
- 1984年2月16日 讀賣電視台 『愛と殺意が裁かれるとき』(受到審判的愛情與謀殺)[259]
- 1984年3月11日 TBS電視台  『炎のオムレツ』(燃燒的歐姆蛋)[260]
- 1984年4月12日 讀賣電視台 『嫁・嫁・姑』(妻子、兒媳、婆婆)[261]
- 1984年6月7日 讀賣電視台 『母と娘　その愛と憎しみ』(母親與女兒的愛與恨)[262]
- 1984年6月12日 日本電視台『行きずりの殺意』(路過的殺意)[263]
- 1984年7月2日 朝日電視台 『妻たちの反乱』(妻子們的反抗)[264]
- 1984年7月19日 讀賣電視台 『非行母娘の対決！！』(犯罪母女的對峙)[265]
- 1984年9月27日 讀賣電視台 『嫁・姑・女のたくらみ』(妻子、婆婆和女人的計畫)[266]
- 1984年12月6日 讀賣電視台 『愛と憎しみの断崖』(愛與恨的懸崖)[267]
- 1985年1月10日 讀賣電視台 『嫁と姑の隣人戦争』(妻子和婆婆的鄰居戰爭)[268]
- 1985年1月22日 日本電視台 『面影は共犯者』(記憶中的臉是共犯)[269]
- 1985年4月11日 讀賣電視台 『嫁・姑・大姑』(妻子、丈母娘、祖母)飾演:美江子[270]
- 1985年5月3日 關西電視台 『お・ふ・く・ろ』(我的母親)[271]
- 1985年5月26日 TBS電視台 『もと夫婦』(前夫前妻)[272]
- 1985年7月2日 日本電視台 『悪魔が忍び込む』(惡魔悄悄降臨)[273]
- 1985年7月18日 讀賣電視台 『嫁・姑・姑』(妻子和兩個婆婆) 飾演:節子[274]
- 1985年7月22日 朝日電視台 『再婚妻と非行少年』(再婚的妻子和未成年犯罪少年)飾演:久保秋枝[275]
- 1985年8月16日 富士電視台 『未完の盛装』(未完成的盛裝)[276]
- 1985年8月22日 讀賣電視台 『嫁と姑の隣人戦争II』(妻子和婆婆的鄰居戰爭2)[277]
- 1985年10月3日 讀賣電視台 『家庭内離婚!?』(離婚不分居)[278]
- 1985年10月18日 富士電視台 『せ・ん・せ・い』(老師)[279]
- 1985年11月7日 讀賣電視台 『嫁・姑・嫁候補』(妻子、婆婆、未來的妻子)[280]
- 1985年12月1日 TBS電視台 『夢とぼとぼ』(夢想和低谷)飾演:マスミ(真澄)[281]
- 1986年1月7日 日本電視台 『妻の疑惑』(妻子的懷疑)飾演:倉本雪繪[282]
- 1986年1月9日 讀賣電視台 『嫁・姑・にせ姑』(妻子、婆婆、冒牌的婆婆)[283]
- 1986年2月6日 讀賣電視台 『孔雀』[284]
- 1986年5月2日 富士電視台 『おふくろ殿』(母親)[285]
- 1986年5月27日 日本電視台 『空白の実験室』(閒置的實驗室)飾演:倉本冴子[286]
- 1986年6月9日  朝日電視台 『嫁二人、幸せくらべ見栄講座』(互相比較幸福的兩位太太)[287]
- 1986年6月19日 讀賣電視台 『嫁・しゅうと・舅』(妻子、岳父)[288]
- 1986年7月17日 讀賣電視台 『嫁と姑の隣人戦争III』(妻子和婆婆的鄰居戰爭3)飾演:鈴木小枝子[289]
- 1986年11月6日 讀賣電視台 『嫁・姑・女たちの激闘』(婆婆、妻子，女人之間的戰爭)[290]
- 1986年12月10日 TBS電視台 『女保險調查員』[291]
- 1986年12月23日 日本電視台 『女監察医・室生亜季子第1作:歩き出した白骨死体』(女法醫室生亞季子1:走出去，變成白骨的遺體)飾演:室生亞季子[292][293]
- 1987年1月8日 讀賣電視台 『かあちゃん頑張れ！』(媽媽加油!)[294]
- 1987年2月12日 讀賣電視台 『愛と憎しみのいのち』(愛恨交織的人生)[295]
- 1987年4月9日 讀賣電視台 『嫁・姑・大姑II』(妻子、丈母娘、祖母2)飾演:浜中律子[296]
- 1987年5月8日 富士電視台 『俺の・おふくろ！』(我和我的母親)[297]
- 1987年5月26日 日本電視台 『女監察医・室生亜季子第2作:遺された眼』(女法醫室生亞季子2:被留下的眼睛)飾演:室生亞季子[298]
- 1987年8月6日 讀賣電視台  『嫁、姑、小姑 大阪夏の陣』(妻子、婆婆、小姑:大阪夏天戰爭)[299]
- 1987年9月1日 日本電視台 『女監察医・室生亜季子第3作:瀬戸内竹原殺人行』(女法醫室生亞季子3:瀬戸内竹原謀殺案)飾演:室生亞季子[300]
- 1988年1月7日 讀賣電視台 『姑入門』(婆婆來了)[301]
- 1988年1月19日 日本電視台 『女監察医・室生亜季子第4作:哀しき母子鑑定』(女法醫室生亞季子4:哀傷的母子鑑定)飾演:室生亞季子[302]
- 1988年1月23日 朝日放送電視台 『京都ぽんと町殺人なべ料理』(京都先鬥町火鍋謀殺案)飾演:井村きぬ子(井村絹子)[303][304]
- 1988年5月6日 富士電視台 『母ーちゃん』(媽媽)[305]
- 1988年5月26日 讀賣電視台 『嫁・姑・仁義なきおんなの闘い』(妻子和婆婆之間沒有道理的戰爭)[306]
- 1988年7月26日 日本電視台 『女監察医・室生亜季子第5作:高価すぎた情事』(女法醫室生亞季子5:過於昂貴的愛情)飾演:室生亞季子[307][308]
- 1988年9月1日 讀賣電視台 『かあちゃん頑張れ！II』(媽媽加油!2)[309]
- 1988年10月8日-22日  NHK 『結婚する手続き』(結婚的手續)[310]
- 1988年11月16日 日本電視台 『懲りない女たち』(不守規矩的女人)[311]
- 1988年12月1日 讀賣電視台 『嫁＋姑＋母　一人三役…』(女人扮演的三種角色:妻子、婆婆、母親)[312]
- 1989年2月9日 讀賣電視台 『嫁・舅・姑・実母　一人娘の同居戦争』(妻子、公公、婆婆、親生母親，獨生女婚後和長輩同住的紛爭)[313]
- 1989年4月15日 朝日放送電視台 『尼さん探偵名推理第1作:吊り鐘から死体！破戒尼トリオ危機一髪！』(尼姑偵探系列1:被吊在大鐘裡的屍體!面臨破戒危機的尼姑!)飾演:妙心尼[314]
- 1989年4月25日 日本電視台 『女監察医・室生亜季子第6作:赤い髪の女』(女法醫室生亞季子6:紅髮女人)飾演:室生亞季子[315]
- 1989年5月5日 富士電視台 『お・ふ・く・ろ・に、脱帽!!』(向媽媽脫帽致敬)[316]
- 1989年5月17日 日本電視台『懲りない女たち2』(不守規矩的女人2)[317]
- 1989年6月1日 讀賣電視台 『嫁・姑しょっぱい闘い』(婆媳大戰)[318]
- 1989年7月15日 TBS電視台 『女保険調査員II』(女保險調查員2)飾演:雪子[319]
- 1989年8月13日 TBS電視台 『かあちゃんと息子』(母子倆)[320]
- 1989年9月5日 日本電視台 『女監察医・室生亜季子第7作:もう一つの指紋』(女法醫室生亞季子7:另一個指紋)飾演:室生亞季子[321]
- 1989年10月5日 讀賣電視台 『嫁・姑・大姑3　妻は家族の要なのだ』(妻子、丈母娘、祖母3:我的妻子是這個家的核心)[322]
- 1989年11月2日 讀賣電視台 『愛と憎しみの疑惑』(愛與恨的指控)[323]
- 1989年11月22日 日本電視台 『女の中の祭り』(女人的節慶)飾演:福田たま子[324]
- 1990年4月12日 讀賣電視台 『嫁・姑・貸し姑』(妻子、婆婆、出租婆婆)[325]
- 1990年4月17日 日本電視台 『女監察医・室生亜季子第8作:熱い凍死』(女法醫室生亞季子8:凍死前覺得熱)飾演:室生亞季子[326]
- 1990年5月4日 富士電視台 『おふくろシリーズVI　おふくろに乾杯!!』(母親系列6:敬母親一杯)[327]
- 1990年9月2日 TBS電視台 『フツーの家族』(平凡的家族)[328]
- 1990年9月19日 日本電視台 『女の中の祭り2』(女人的節慶2)[329]
- 1990年10月4日 讀賣電視台 『姑・嫁VS.嫁・姑　犬猿おんなの仲』(媳婦 v.s 婆婆;水火不容)[330]
- 1990年10月20日 朝日放送電視台 『尼さん探偵名推理第2作:墓地に幽霊！釣り鐘に死体？色即是空殺人事件』(尼姑偵探系列2:墳墓的幽靈!吊鐘的屍體?色即是空謀殺案)飾演:妙心尼[331]
- 1990年11月20日 日本電視台 『女監察医・室生亜季子第9作:震える川』(女法醫室生亞季子9:震動的河川)飾演:室生亞季子[332]
- 1991年2月21日 讀賣電視台 『嫁・姑・婚約騒動』(妻子、丈母娘，婚約糾紛)[333]
- 1991年4月4日 讀賣電視台 『嫁・姑　母は強し娘も強し』(妻子、丈母娘，同樣好強的媽媽和女兒)[334]
- 1991年5月3日 富士電視台 『おふくろシリーズ7:おふくろに…万歳!!』(母親系列7:萬歲!我的母親)[335]
- 1991年7月16日 日本電視台 『女監察医・室生亜季子第10作:顔のない白骨死体』(女法醫室生亞季子10:面目全非已經變為白骨的遺體)飾演:室生亞季子[336]
- 1991年9月11日 日本電視台 『水の中の祭り・3』(水的祭典3)[337]
- 1991年10月6日 TBS電視台 『あんたが大将』(你說了算)[338]
- 1991年10月24日 讀賣電視台 『嫁・姑・中姑』(妻子、丈母娘、繼母)[339]
- 1991年11月16日 朝日放送電視台 『尼さん探偵事件帖第3作:湯けむりの向うに犯人が…！みちのく温泉殺人事件』(尼姑偵探事件簿系列3:隱藏在溫泉後的犯人 陸奧溫泉謀殺案)飾演:妙心尼[340]
- 1991年12月2日 TBS電視台 『火の玉婦長さん物語1』(如火球般護理長的故事1)飾演:まさ子[341]
- 1992年4月14日 日本電視台 『女監察医・室生亜季子第11作:歪んだ告白』(女法醫室生亞季子11:扭曲的懺悔)飾演:室生亞季子[342]
- 1992年5月8日 富士電視台 『おふくろシリーズ8:おふくろに…喝采！』(母親系列8:為母親喝采)[343]
- 1992年9月28日 TBS電視台 『火の玉婦長さん物語2』(如火球般護理長的故事2)飾演:まさ子[344]
- 1992年11月3日 日本電視台 『女監察医・室生亜季子第12作:もう一つの血痕』(女法醫室生亞季子12:另一道血痕)飾演:室生亞季子[345]
- 1992年12月3日 讀賣電視台 『いのちの絆』(生命的羈絆)[346]
- 1993年3月16日 日本電視台 『女監察医・室生亜季子第13作:犯罪性なし』(女法醫室生亞季子13:沒有犯罪)飾演:室生亞季子[347]
- 1993年4月17日 朝日放送電視台 『尼さん探偵事件帖第4作:美人霊媒師は知っていた…!? 信濃路湯けむり連続殺人』(尼姑偵探事件簿系列4:美女靈媒師知道..?信濃溫泉連環殺人案)飾演:妙心尼[348]
- 1993年5月28日 富士電視台 『おふくろシリーズ9　おふくろに…敬礼!!』(母親系列9:向母親敬禮)[349]
- 1993年6月28日 TBS電視台  『火の玉婦長さん物語3』(如火球般護理長的故事3)飾演:まさ子[350]
- 1993年7月20日 日本電視台 『女監察医・室生亜季子第14作:震える海』(女法醫室生亞季子14:震蕩的海)飾演:室生亞季子[351]
- 1994年2月1日 日本電視台 『女監察医・室生亜季子第15作:扼殺』(女法醫室生亞季子15:扼殺)飾演:室生亞季子[352]
- 1994年4月23日 朝日放送電視台 『尼さん探偵事件帖第5作:日光・川治温泉殺人事件！あの人を返して！女の叫びが木霊する』(尼姑偵探事件簿系列5:日光市川治溫泉謀殺案!把他還給我!女人的呼叫宛如回音)飾演:妙心尼[353]
- 1994年5月27日 富士電視台 『おふくろシリーズ10　おふくろに花束を！』(母親系列10:為母親送上一束花)[354]
- 1994年6月6日 TBS電視台  『火の玉婦長さん物語4』(如火球般護理長的故事4)飾演:まさ子[355]
- 1994年8月2日 日本電視台 『女監察医・室生亜季子第16作:夕映えの女』(女法醫室生亞季子16:晚霞的女人)飾演:室生亞季子[356]
- 1994年11月18日 富士電視台 『霊感占い満月先生シリーズ1:最後の誕生日殺人事件』(靈性占卜滿月先生系列1:最後的誕生日殺人事件)[357]
- 1994年12月27日 日本電視台 『女監察医・室生亜季子第17作:薬殺』(女法醫室生亞季子17:毒殺)飾演:室生亞季子[358]
- 1995年4月17日 TBS電視台 『百円おばちゃん　負けてたまるか』(百元阿姨 不會輸的)[359]
- 1995年6月2日 富士電視台 『おふくろシリーズ11　おふくろの逆襲』(母親系列11:母親的反擊)[360]
- 1995年7月25日 日本電視台 『女監察医・室生亜季子第18作:時効なし』(女法醫室生亞季子18:時效已過)飾演:室生亞季子[361]
- 1995年12月19日 日本電視台 『女監察医・室生亜季子第19作:埋葬』(女法醫室生亞季子19:埋葬)飾演:室生亞季子[362]
- 1996年6月14日 富士電視台 『おふくろシリーズ12 おふくろの挑戦』(母親系列12:母親的挑戰)[363]
- 1996年6月17日 TBS電視台 『消えた看護婦　2重生活の女』(消失的看護 過著雙重生活的女人)[364]
- 1996年6月25日 日本電視台 『女監察医・室生亜季子第20作:拳銃』(女法醫室生亞季子20:手槍)飾演:室生亞季子[365]
- 1996年7月20日 朝日放送電視台 『女調査員・おでん屋“ぽんた”探偵局』(女調查員 關東煮店 Ponta偵探事務所)飾演:時田早苗[366]
- 1996年11月5日 日本電視台 『女監察医・室生亜季子第21作:身元不明』(女法醫室生亞季子21:身分不明)飾演:室生亞季子[367]
- 1997年5月6日  日本電視台 『女監察医・室生亜季子第22作:指紋』(女法醫室生亞季子22:指紋)飾演:室生亞季子[368]
- 1997年5月30日 富士電視台 『おふくろシリーズ13　おふくろからありがとう』(母親系列13:來自於母親的感謝)[369]
- 1998年2月3日 日本電視台 『女監察医・室生亜季子第23作:不審死体』(女法醫室生亞季子23:死因不明)飾演:室生亞季子[370]
- 1998年6月5日 富士電視台 『おふくろシリーズ14　おふくろに捧げる歌』(母親系列14:獻給母親的歌)飾演:邦子[371]
- 1998年7月28日 日本電視台 『女監察医・室生亜季子第24作:死因に異議あり』(女法醫室生亞季子24:不能確定死因)飾演:室生亞季子[372]
- 1998年8月15日 朝日放送電視台 『女調査員・おでん屋「ぽんた」探偵局2』(女調查員 關東煮店 Ponta偵探事務所2)飾演:時田早苗[373]
- 1999年5月4日 日本電視台 『女監察医・室生亜季子第25作:死亡推定時間』(女法醫室生亞季子25:推定死亡時間)飾演:室生亞季子[374]
- 1999年6月4日 富士電視台 『おふくろシリーズ15　おふくろの旅立ち』(母親系列15:母親的離去)飾演:加代子[375]
- 1999年10月5日 日本電視台『監察医・室生亜季子第26作:日焼けした死体』(法醫室生亞季子26:被曝曬的遺體)飾演:室生亞季子[376]
- 1999年11月20日 朝日放送電視台『バツイチ駆け込み尼寺探偵局』(離婚後經營的尼姑庵偵探事務所)飾演:月心尼[377]
- 2000年1月18日 日本電視台『監察医・室生亜季子第27作:複合死因』(法醫室生亞季子27:兩個以上的死因)飾演:室生亞季子[378]
- 2000年5月26日 富士電視台 『おふくろシリーズ16:おふくろの歓喜の歌』(母親系列16:母親的歡樂頌)飾演:奈津子[379]
- 2000年10月10日 日本電視台『監察医室生亜季子第28作:偽装死体』(法醫室生亞季子28:偽裝的遺體)飾演:室生亞季子[380][381]
- 2001年1月23日 日本電視台 『監察医室生亜季子第29作:不完全な心中』(法醫室生亞季子29:不全是自殺)飾演:室生亞季子[382][383]
- 2001年8月17日 富士電視台 『おふくろシリーズ17:おふくろのお節介』(母親系列17:管太多的母親)飾演:樋口千紗子[384]
- 2001年10月2日 日本電視台 『監察医室生亜季子第30作:震える顔』(法醫室生亞季子30:令人驚訝的臉)飾演:室生亞季子[385]
- 2001年12月17日 每日放送 『かあさん保護司　神崎アイの熱血事件簿』(見習緩刑官 神崎愛的事件簿)[386]
- 2002年3月19日 日本電視台 『監察医室生亜季子第31作:母の波涛』(法醫室生亞季子31:母親的波濤)飾演:室生亞季子[387]
- 2003年1月14日 日本電視台 『監察医室生亜季子第32作:院内感染』(法醫室生亞季子32:院内感染)飾演:室生亞季子[388]
- 2003年6月20日 富士電視台 『おふくろシリーズ17:続・おふくろのお節介』(母親系列17:管太多的母親2)飾演:樋口千紗子[389]
- 2003年7月8日 日本電視台 『監察医室生亜季子第33作:笑った似顔絵』(法醫室生亞季子33:微笑的肖像畫)飾演:室生亞季子[390]
- 2004年1月6日 日本電視台 『監察医室生亜季子第34作:追憶』(法醫室生亞季子34:追憶)飾演:室生亞季子[391][392]
- 2004年2月29日 BS東視 『殺意の川～尼寺説法殺人事件』(謀殺的河川 尼姑庵佈道謀殺案)飾演:順心[393][394]
- 2004年11月9日 日本電視台 『監察医室生亜季子第35作:墜転落死』(法醫室生亞季子35:墜樓而死)飾演:室生亞季子[395][396]
- 2005年1月11日 日本電視台 『監察医室生亜季子第36作:母子鑑定』(法醫室生亞季子36:親子鑑定)飾演:室生亞季子[397][398]
- 2006年9月28日 TBS電視台  『熱血かあさん事件簿2』(熱情媽媽事件簿2)[399]
- 2007年3月27日 日本電視台 『監察医室生亜季子第37作:最後の解剖』(法醫室生亞季子37:最後的解剖)飾演:室生亞季子[400][401]

### 電視節目
| 日期           | 播出電視台 | 節目名稱                                                                                                | 中文翻譯                                                        |
| -------------- | ---------- | --- | --------------------------------------------------------------- |
| 2006年8月29日  | TBS電視台  | はなまるマーケット                                                                                      | 花丸市場                                                        |
| 2007年3月27日  | 日本電視台 | 「監察医 室生亜季子」特別編集版～25年の歴史、全て見せます 「火曜9時ドラマが今夜フィナーレ・スペシャル」 | 法醫室生亞季子特輯-向你展示25年的歷史「今晚(星期二)9點完結篇」  |
| 2008年4月24日  | TBS電視台  | はなまるマーケット はなまるカフェ「浜木綿子」                                                           | 花丸市場 花丸咖啡廳「浜木綿子」                                 |
| 2008年5月9日   | 朝日電視台 | 徹子の部屋                                                                                              | 徹子的房間                                                      |
| 2009年5月15日  | 富士電視台 | 金曜プレステージ 「森光子独占密着533日 放浪記2000回舞台裏」                                             | 星期五Prestige:森光子獨家-533天 放浪記第2000回公演後台          |
| 2010年12月22日 | 朝日電視台 | 徹子の部屋                                                                                              | 徹子的房間                                                      |
| 2012年4月4日   | 朝日電視台 | TVショッピング 「ASKA CHANNEL いつまでも輝きたい貴女へ 浜木綿子が語る美の秘訣」                         | 電視購物:「ASKA CHANNEL 想要永保光輝的您 浜木綿子分享美容秘訣」 |
| 2012年4月18日  | 朝日電視台 | TVショッピング 「ASKA CHANNEL いつまでも輝きたい貴女へ 浜木綿子が語る美の秘訣」                         | 電視購物:「ASKA CHANNEL 想要永保光輝的您 浜木綿子分享美容秘訣」 |
| 2013年2月4日   | 朝日電視台 | 徹子の部屋                                                                                              | 徹子的房間                                                      |
| 2013年3月8日   | TBS電視台  | はなまるマーケット                                                                                      | 花丸市場                                                        |
| 2013年3月10日  | 富士電視台 | ボクらの時代                                                                                            | 我們的時代                                                      |
| 2014年1月20日  | 朝日電視台 | 徹子の部屋                                                                                              | 徹子的房間                                                      |
| 2016年5月23日  | 朝日電視台 | 徹子の部屋                                                                                              | 徹子的房間                                                      |
| 2017年7月3日   | 朝日電視台 | 徹子の部屋                                                                                              | 徹子的房間                                                      |
| 2018年11月29日 | 富士電視台 | 直撃!シンソウ坂上                                                                                       | 直擊！真相坂上                                                  |
| 2020年4月23日  | 朝日電視台 | 徹子の部屋:45年目傑作選SP 愉快な大女優                                                                  | 徹子的房間45周年特輯 令人愉快的偉大女演員們                     |

## 外部連結
- NHK網站浜木綿子介紹頁面 （页面存档备份，存于）（日語）
- キネマ旬報WEB網站浜木綿子介紹頁面（日語）
- 網路電影資料庫(IMDb)網站浜木綿子介紹頁面 （页面存档备份，存于）（英文）
- Oricon News網站浜木綿子介紹頁面（日語）
- 日本偶像劇場網站浜木綿子介紹頁面（日語）
- 映画.com網站浜木綿子介紹頁面（日語）
- WEBザテレビジョン網站浜木綿子介紹頁面 （页面存档备份，存于）（日語）
- allcinema網站浜木綿子介紹頁面 （页面存档备份，存于）（日語）
- moviewalker網站浜木綿子介紹頁面 （页面存档备份，存于）（日語）